# ۲۹۲۹ اینترتیمنت
۲۹۲۹ اینترتیمنت (انگلیسی: 2929 Entertainment) یک شرکت آمریکایی است که در زمینه فیلم‌سازی فعالیت می کند. این شرکت از چندین شرکت زیرمجموعه تشکیل شده است.

## برخی تولیدات
- شب به خیر و موفق باشید. (۲۰۰۵)
- کریسمس سیاه (فیلم ۲۰۰۶) (۲۰۰۶)
- جاده (فیلم ۲۰۰۹) (۲۰۰۹)
- بازی تنها بازمانده ما (۲۰۱۳)
- تنها بازمانده ما بخش دوم (۲۰۱۹)